# Tlustice
Tlustice (en allemand : Tlustitz) est une commune du district de Beroun, dans la région de Bohême-Centrale, en République tchèque. Sa population s'élevait à 1 057 habitants en 2020.

## Géographie
Tlustice se trouve à 3 km au sud de Žebrák, à 20 km au sud-ouest de Beroun et à 47 km au sud-ouest de Prague.
La commune est limitée par Žebrák au nord, par Kotopeky à l'est, par Hořovice au sud et par Záluží à l'ouest.

## Histoire
La première mention écrite de la localité date de 1320.